# 卓金樂
卓金樂（英語：Kim Cheuk，1994年3月3日—），香港男歌手，ViuTV選秀節目《全民造星V》二十強之一，MakerVille旗下男藝人及樂隊ROVER隊長和低音結他手，2024年2月29日正式主流出道。

## 經歷
2023年，卓金樂參與ViuTV選秀節目《全民造星V》，參賽編號為23，被選入由陳蕾、陳健安擔任導師的「蕾安多芬」紅組。他最終在比賽中20強止步。
同年8月，卓金樂參與《全民造星V Summer Live 2023》，並於10月與《全民造星V》部分參賽者一同在《ViuTV 2024》節目巡禮亮相，當時已簽約成為ViuTV旗下藝人。該台綜藝節目《沖繩任你點》於翌年1月播映，亦是他首次為電視節目擔任主持。
2024年2月29日，卓金樂與陳鎮亨、王希晉、雷濠權組成樂隊ROVER主流出道，推出組合首支單曲《秒速8公里》，同日與KC與Tsoul一同在觀塘apm舉行《ROVER X KC & Tsoul Debut》發佈會。
在ROVER團內，卓金樂擔任隊長和低音結他手，而全隊四人皆為主音。

### 個人生活
在加入演藝事業前，卓金樂曾經擔任西餐廚師、網店店主。為了參加選秀他辭去正職，曾以散工維生。另外，卓金樂參加《全民造星V》前，曾擔任獨立樂隊the priceless boat的低音結他手。

## 演出節目

### 電視節目（ViuTV）
- 2023年：《全民造星V》參賽者
- 2023年：《全民造星V Summer Live 2023》
- 2024年：《沖繩任你點》
- 2024年：《ROVER 團魂修煉》

### 舞台劇
- 2024年：《重拾：10分鐘》 飾 藍耀（Blues）

## 創作
註：樂隊名義的創作，請參閱樂隊頁面。

### 填詞
- ROVER 《Break The Wall》(ViuTV 節目《公司逼我打籃球》主題曲)

## 外部連結
- 卓金樂的Instagram帳戶
- 全民造星V參賽者介紹 - 卓金樂(Kim) （页面存档备份，存于）